# 劉昌魯
劉昌魯（9世纪？—913年），唐朝末年至五代十国初期高州（治所在今广东省高州市东北）刺史，邺县（今河北省临漳县邺城镇）人。
唐僖宗時，黄巢进攻岭南的时候，刘昌鲁任高州刺史，率领群蛮据险抵抗，黄巢军不能入境。唐朝赏功，任命刘昌鲁为高州防御使。開平末年，刘隐占岭南，多次要召来刘昌魯，想要籍没其家，后来派遣他的弟弟刘陟攻打高州，刘昌鲁把他打得大败。开平四年（910年），刘昌鲁认为自己不是刘隐的敌手，刺血致書给马楚请求自愿归附，楚王马殷大喜，派遣捉生指揮使張可求（《湖湘故事》作張可球）。率部轄兵馬至界首，接應劉昌魯三千餘口到长沙。当時马殷命姚彦章至容州迎龐巨昭，令姚彦章至高州催促张可求早早出發。刘昌鲁到达长沙，马殷任命刘昌鲁为永顺节度副使。不久，在任上去世。《新五代史》和《廣東志》记载，乾化三年（913年），刘陟攻取高州，殺劉昌魯。